# József Moravetz
József Moravetz (ur. 14 stycznia 1911, zm. 16 lutego 1990) – rumuński piłkarz, reprezentant kraju grający na pozycji pomocnika.

## Kariera piłkarska
Moravetz swoją przygodę z piłką rozpoczął w 1930 w klubie RGMT Timișoara. Po pięciu latach opuścił RGMT na rzecz lokalnego rywala, Ripensii. Za czasów gry w klubie Ripensia Timișoara, zdobył w sezonie 1935/36 tzw. podwójną koronę, tj. Mistrzostwo Rumunii i Puchar Rumunii.
Karierę reprezentacyjną rozpoczął 29 listopada 1931 w meczu przeciwko Grecji, który jego zespół wygrał 4:2. W 1934 został powołany przez trenerów Josefa Uridila i Constantina Rădulescu na Mistrzostwa Świata we Włoszech. 
Jego reprezentacja poległa w pierwszej rundzie z Czechosłowacją 1:2. Moravetz zagrał w tym spotkaniu. Po raz ostatni w reprezentacji zagrał 14 października 1934 w zremisowanym 3:3 spotkaniu z Polską. Łącznie w latach 1931–1934 Moravetz wystąpił w 10 spotkaniach.
| Mecze i gole w reprezentacji | Mecze i gole w reprezentacji | Mecze i gole w reprezentacji | Mecze i gole w reprezentacji | Mecze i gole w reprezentacji | Mecze i gole w reprezentacji | Mecze i gole w reprezentacji |
| #                            | Data                         | Miasto                       | Przeciwnik                   | Gol                          | Wynik                        | Rozgrywki                    |
| ---------------------------- | ---------------------------- | ---------------------------- | ---------------------------- | ---------------------------- | ---------------------------- | ---------------------------- |
| 1.                           | 29.11.1931                   | Ateny                        | Grecja                       |                              | 4:2                          | Balkan Cup                   |
| 2.                           | 02.10.1932                   | Bukareszt                    | Polska                       |                              | 0:5                          | towarzyski                   |
| 3.                           | 16.10.1932                   | Linz                         | Austria                      |                              | 1:0                          | towarzyski                   |
| 4.                           | 11.06.1933                   | Bukareszt                    | Jugosławia                   |                              | 5:0                          | Balkan Cup                   |
| 5.                           | 24.09.1933                   | Bukareszt                    | Węgry                        |                              | 5:1                          | towarzyski                   |
| 6.                           | 24.09.1933                   | Berno                        | Szwajcaria                   |                              | 2:2                          | El. MŚ 1934                  |
| 7.                           | 25.03.1934                   | Pardubice                    | Czechosłowacja               |                              | 2:2                          | towarzyski                   |
| 8.                           | 29.04.1934                   | Bukareszt                    | Jugosławia                   |                              | 2:1                          | El. MŚ 1934                  |
| 9.                           | 27.05.1934                   | Triest                       | Czechosłowacja               |                              | 1:2                          | MŚ 1934                      |
| 10.                          | 14.10.1934                   | Lwów                         | Polska                       |                              | 3:3                          | towarzyski                   |

## Sukcesy
Ripensia Timișoara
- Mistrzostwo Rumunii (1): 1935/36
- Puchar Rumunii (1): 1935/36